# Villa Marie-Vassilieff
Ne pas confondre la Villa Vassilieff – anciennement musée du Montparnasse – avec la villa Marie-Vassilieff, la voie privée dans laquelle se trouve le musée.
 (novembre 2016).
La villa Marie-Vassilieff est une voie privée située dans le 15e arrondissement de Paris, en France.

## Situation et accès
Elle débute au 21, avenue du Maine et se termine en impasse.

## Origine du nom
Elle a pris ce nom en hommage à Marie Vassilieff (1884-1957), peintre et sculpteur russe, qui y avait installé son atelier.

## Historique

### Dix-neuvième siècle

#### 1840
À l'origine, c'est un relais de poste d'où les diligences partent vers l'ouest.
Ce petit morceau de l'avenue du Maine s'appelle alors « chaussée du Maine », et le chemin prolongeant cette voie vers l’extérieur prend ce même nom plus tard, et ce jusqu'en 1877.

### La Belle Époque

#### 1901. Les premiers ateliers
Joseph Roux, avocat à la cour et héritier de la chaussée du Maine, y fait construire, en 1901, avec des matériaux de récupération de l'Exposition universelle de 1900, une trentaine d'ateliers d'artistes et d'artisans. Les constructions sommaires deviennent très vite un paradis pour les premiers peintres fauchés trop heureux de trouver un toit et de la bonne lumière.

#### 1912. L'Académie du Montparnasse et l'Académie russe
En 1912, l'Académie du Montparnasse ouvre ses portes au premier étage du fond de l'impasse (lieu du futur musée du Montparnasse).
Marcel Gromaire y enseigne en compagnie de son ami Despierre.
La même année, Marie Vassilieff et son amie Marie Blanchard occupent deux ateliers voisins. On les appellera « les deux Marie de la peinture et de la mouise ». Ces locaux accueillent la plupart des artistes qui formeront l’École de Paris.

### La Première Guerre mondiale

#### 1915-1918. La cantine des artistes
Marie Vassillieff tient de 1915 à 1918 sa célèbre Cantine des artistes où tous les grands montparnos viendront manger pour quelques sous. Parmi ses plus fidèles habitués, on peut compter la plupart des jeunes artistes désargentés, tels que Picasso, Braque, Modigliani, Fernand Léger, Max Jacob, Jean Cocteau, Matisse, Foujita et bien d'autres, mais aussi Trotsky et Lénine, ce qui lui vaut des ennuis avec la police. Elle quitte son atelier en 1929.

### Les Années folles
Chaque année, pour la fête du Rougevin, les chars de l’École des beaux-arts étaient fabriqués dans l'impasse. Les voitures à bras, qui servent de chars, quittent le 21 de l'avenue du Maine pour se rendre sur la place du Panthéon où elles sont brûlées.
Dans le fond de l'impasse se prépare également, pour la plus grande joie des ouvriers des ateliers voisins, un des groupes importants du célèbre bal des Quat'z'Arts.

#### 1922. Un lieu dynamique de convergences
Lors de l’installation de l'entreprise de couverture d'Étienne Maisonny en 1922, l'impasse connaît une intense activité, avec l'atelier de lithographie des frères Alexandre et Michel Nabeyrat et de leur sœur Anna Nabeyrat, quelques artisans du bois, des tapissiers, réparateurs de meubles anciens, et l'entreprise de photogravure Penta. Le voisinage avec les peintres est en parfaite osmose. L’atelier de lithographie Nabeyrat y poursuit son activité jusqu’à la fin des années 1990, sous la direction de Raymond Nabeyrat puis de sa fille Michèle. 

### La Grande Dépression

#### 1930. Un foyer de création architecturale
En 1930, l'atelier d'architecture Gromort et Arretche, de l’École des beaux-arts, reprend les locaux de la célèbre cantine de Marie Vassilieff. Pendant trente ans, le 21 de l'avenue du Maine deviendra le foyer et l'école de ceux qui sont devenus plus tard des architectes de grande notoriété.

#### 1938. L’avant-garde théâtrale
Animateur de la vie culturelle de cette cité d'artistes, Jean-Marie Serreau fut un des précurseurs du théâtre populaire (il fut le premier à mettre en scène En attendant Godot). Avant la guerre, il installe, dans un des ateliers, l'Association des compagnons de route du père Dieuzayde.
Architecte, il crée avec des étudiants des Beaux-arts un groupe de théâtre amateur qui joue dans les auberges de jeunesse, les camps de vacances et les hôpitaux. Très lié avec Roger Pic, son voisin d'atelier, ils participent, après la Libération, au développement de la culture populaire.

### L'après-guerre

#### 1945-1951: Une nouvelle vie pour l'impasse
En 1945, Linka Maisonny réaménage l'impasse, alors ruelle presque insalubre, pour en faire un lieu plein de charme et de verdure. Elle se bat toute sa vie pour empêcher sa destruction. De nombreux artistes s'y installent, tels Francis Bott en 1946, ou Jean-Pierre Duprey en 1949.

#### 1951: Le premier musée du Montparnasse
En 1951, le photographe Marc Vaux, ami des peintres de Montparnasse, crée dans le fond de l'impasse le premier musée du Montparnasse, dans l'ancienne académie de peinture. Sa collection regroupe 250 000 clichés des œuvres d'artistes du quartier.

#### 1972-1987: L'atelier Annick Le Moine
En 1972, Annick Le Moine crée dans les anciens locaux de Marie Vassilieff son atelier d'art contemporain, lieu de nombreuses manifestations pluridisciplinaires, jusqu'à sa mort en 1987.

#### 1987-1993: La galerie Charles Sablon
En 1987, Charles Sablon ouvre une galerie d'art contemporain dans les locaux de l'atelier Annick Le Moine. Petit-fils de Linka Maisonny (propriétaire des lieux), il fait découvrir de nombreux jeunes talents. Il meurt à 43 ans, en 1993.

#### 1998. Fondation du musée du Montparnasse
Roger Pic, touche-à-tout aux activités multiples et habitant de la cité depuis 1939, fonde l'association Le Chemin du Montparnasse le 28 mai 1998 et préside ce lieu de mémoire et d'animation culturelle, alors nommé « musée du Montparnasse ». Pendant 15 ans, son conseil d'administration, au sein duquel Roger Pic, Jean-Marie Drot, Claude Mollard, Jean Digne, Maurice Tinchant, Monique Plon, Jacqueline Zana-Victor, Sylvie Buisson (conservateur délégué), et de nombreuses personnalités invitées, furent très actifs, assura une programmation d'environ 50 expositions, d'innombrables soirées et animations culturelles, rendant un hommage constant à l'esprit d'avant-garde de Montparnasse et de ses illustres artistes.

#### 2003-2004: L'Espace Krajcberg
En 2003, le musée du Montparnasse s'enrichit d'une fondation destinée à accueillir et présenter aux visiteurs des œuvres du sculpteur brésilien d'origine polonaise, Frans Krajcberg qui partage son atelier entre le Brésil et l'avenue du Maine. L' Espace Krajcberg initie une importante réflexion sur le rôle de l'art dans le combat de survie écologique.
La rue prend sa dénomination actuelle 25 mars 2004.

#### 2013-2020: fermeture du musée du Montparnasse puis de la villa Vassilieff
Le musée du Montparnasse est fermé en octobre 2013 par décision de la Ville de Paris, qui fait savoir à son conseil d'administration qu'elle ne souhaite pas renouveler le bail d'occupation. Les prétextes sont divers et le musée s'indigne d'une décision jugée illégale. À la suite d'un appel à projets lancé par Bertrand Delanoë, alors maire de Paris, l'association Bétonsalon - Centre d'art et de recherche va récupérer les lieux pour y installer un nouvel espace consacré aux arts visuels : la villa Vassilieff. Inaugurée en février 2016, elle y propose une programmation déclinée autour de l'histoire du quartier du Montparnasse et invite artistes, chercheurs et curateurs à des résidences temporaires,. En 2020, l'établissement ferme définitivement.